# Franz Dick
Franz Dick (* 25. Februar 1943 in Simmern/Hunsrück) ist ein deutscher Psychologe und Buchautor.

## Leben
Der Landwirtssohn Franz Dick legte 1963 am Görres-Gymnasium in Koblenz das Abitur ab und leistete 1963 bis 1965 seinen Wehrdienst. Von 1965 studierte er Psychologie und erwarb 1970 das Diplom. Ab 1970 war er am Psychologischen Institut bzw. am Fachbereich Psychologie der Justus-Liebig-Universität Gießen tätig. 1973 promovierte er.
Nach einem Lehrauftrag an der Universität Bremen kam Franz Dick 1974 an die Universität Göttingen, zuerst als wissenschaftlicher Angestellter, dann als „Akademischer Rat zur Anstellung“  am Institut für Psychologie. Wegen seines Eintretens für die Ziele des maoistischen Kommunistischen Bundes Westdeutschland (KBW), wurde Franz Dick 1978 aus dem Dienst entfernt. 
Franz Dick arbeitete anschließend als klinischer Neuropsychologe, Supervisor und Psychologischer Psychotherapeut und führte Fortbildungen in Neuropsychologischer Therapie durch.
1983 wurde er Mitherausgeber der Zeitschrift Kommune.

## Veröffentlichungen
- Wenn p, dann q; Die Widersprüche des nomothetischen Gesetzesbegriffs der empirisch-analytischen Sozialwissenschaften und dessen doppelt ideologische Funktion. (= Theorie Kritik. 1). Edition 2000, Gießen 1972
- Theoretische Untersuchung der induktiv-nomothetischen Methode in ihrer Anwendung in der Psychologie als Grundlage einer Kritik der empirisch-analytischen Sozialwissenschaften. Dissertation. Universität Gießen, 1973. (mit Lebenslauf)
- Kritik der bürgerlichen Sozialwissenschaften; Theorie und Empirie, Theorie und Praxis, Forschungsprozeß und Wissenschaftstheorie. Sendler, Heidelberg 1974, ISBN 3-88048-013-3.
- mit Rainer Adamaszek u. a. (Hrsg.): Kontroverse um Pawlow: Arbeitsseminar am 24./25.1.1981 in Frankfurt. Sendler, Frankfurt am Main 1981, ISBN 3-88048-054-0.
- Klinische Neuropsychologie: Gegenstand, Grundlagen und Aufgaben. Deutscher Psychologen-Verlag, Bonn 1995, ISBN 3-925559-86-8.
- mit Siegfried Gauggel, Heinz Hättig und Elke Wittlieb-Verpoort: Neuropsychologie. Grundlagen, Aufgaben, Perspektiven. Bonn 1996, ISBN 3-925559-86-8.
- Kopf und Hand – eine enge und anfällige Beziehung; was sie ausmacht, was sie stützt, und was sie stören kann. In: blind, sehbehindert. Jahrgang 126, 3/2006, S. 180–192.
- Verletztes Gehirn – Verletztes Subjekt. Zum Problem ‚Störungsbewußtsein’ bei neurologischen Patienten. In: blind, sehbehindert. Jahrgang 126, 3/2006, S. 194–202.
- mit Wolfgang Kringler: Evidenzbasierung: Methodik, therapeutische Freiheit und Kreativität. In: Zeitschrift für Neuropsychologie. 18 (1), 2007, S. 41–54.
- Phänomenologie des Neglect-Syndroms. Zum Problem des Störungsbewusstseins und zum Problem psychologischer Erklärung. In: K. Röckerath, L. V. Strauss, M. Leuzinger-Bohleber (Hrsg.): Verletztes Gehirn - verletztes Ich : Treffpunkte zwischen Psychoanalyse und Neurowissenschaften. Vandenhoeck und Ruprecht, Göttingen 2009, ISBN 978-3-525-45183-0, S. 17–69.
- Bemerkungen zum Verhältnis von Neuropsychologie und Psychotherapie. In: Christiane Gérard: Kein Anschluss unter dieser Nummer. Hippocampus-Verlag, 2011.
- Die verletzten Teile und das veränderte Ganze -Bei Läsionen des Gehirns muss die Therapie die Dynamik psychologischer Faktoren und die Selbstsicht des Patienten berücksichtigen. In: Projekt Psychotherapie. 1 / 2013.